# Barát Enikő
Barát Enikő (Makó, 1988. január 5. –) magyar táncművész, táncpedagógus, B. E. Belle álnéven publikáló, Az Év Könyve díjas magyar írónő.

## Életpályája
Iskoláit Szentesen és Csongrádon (Batsányi János Gimnázium) végezte el. A Magyar Táncművészeti Főiskolán diplomázott. 1993-ban kezdett táncolni. 1995-ben családjával Szentesre költözött. 1995-ben a Szilver TáncSport Egyesület leigazolt versenyzője lett. 2000-ben megszerezte első magyar bajnoki címét junior I. latin kategóriában, majd még ebben az évben standard táncokban is bajnok lett.2000-2007 között többször nyerte el Szentes város kiváló sportolói díját
Későbbi éveiben Junior 10Tánc magyar bajnok volt, többszörös országos bajnok és diákolimpia-győztes, a Zánkai Táncfesztivál Szuperdöntő győztese. Több alkalommal képviselte Magyarországot a táncsport-világbajnokságon.
21 éves korában (2009) az aktív versenyzéstől, majd megalapította TáncSport Egyesületét (Wings TSE), és táncpedagógusként, edzőként tevékenykedett. 23 évesen (2011) a Magyar TáncSport Szakszövetség legfiatalabb pontozóbírója lett. Fiatal kora ellenére híres volt sajátos, innovatív tanítási módszereiről, a magyar rutint elutasító, orosz stílusra épülő, kemény edzésterveiről. 

### Írói munkássága
Az edzői pálya elhagyása után kezdett komolyabban foglalkozni az írással. Első regénye Hazugok címmel az Álomgyár Kiadó gondozásában jelent meg, melyet egy igaz történet ihletett. A Hazugok a művészlelkek kirívó természetének bemutatására tesz kísérletet, miközben bepillantást enged egy zárt és kegyetlen világ kulisszái mögé. B. E. Belle álnéven publikál. 2019 márciusában vált előjegyezhetővé a regény, mely a Bookline előjegyzési sikerlista 3. helyéig jutott. Megjelenését követően két nap alatt a Bookline erotika kategória toplistájának 1. helyezettje lett. Szókimondó stílusa miatt a regény megosztó.
Második regénye után, 2020-ban bontott szerződést az Álomgyár kiadóval, majd megalapította saját kiadóját Maraton kiadó néven, amelyen keresztül azóta is publikál.
2023-ban A telepi lány megnyerte Az Év Könyve díjat életrajz kategóriában.
2024 elején Szentes Város Önkormányzata polgármesteri elismerésben részesítette írói munkássága és kimagasló sikerei elismerése végett.

## Művei
- Hazugok (Álomgyár, Budapest, 2019)
- Hazugok - Novella (Álomgyár, Budapest, 2020)
- Megtörtek (Álomgyár, Budapest, 2020)
- Árvák (Maraton, Szentes, 2020)
- Szinglik - E-könyv novella-sorozat (Maraton, Szentes, 2020)
- Vándorok (Maraton, Szentes, 2021)
- Szépségek (Maraton, Szentes, 2021)
- Szavak (Maraton, Szentes, 2021)
- Társkeresők (Maraton, Szentes, 2022)
- Visszatérők (Maraton, Szentes, 2022)
- Vallomások (Maraton, Szentes, 2022)
- Hazugok - Bővített kiadás (Maraton, Szentes, 2023)
- A telepi lány (Maraton, Szentes, 2023)
- Megtörtek - Bővített kiadás (Maraton, Szentes, 2023)
- Bestiák (Maraton, Szentes, 2024)
- Balerinák (2024)